# Contea di Kittitas
La contea di Kittitas (in inglese Kittitas County) è una contea dello Stato di Washington, negli Stati Uniti. La popolazione al censimento del 2000 era di 33 362 abitanti. Il capoluogo di contea è Ellensburg.

## Geografia
La contea si trova nel centro dello Stato ed è attraversata dalla Catena delle Cascate. Il territorio è prevalentemente collinare e montuoso. Il confine nord è occupato dai monti Wenatchee. I fiumi principali sono Yakima, Cle Elum e Teanaway.

### Contee confinanti
- Contea di Chelan - nord
- Contea di Douglas - nord-est
- Contea di Grant - est
- Contea di Yakima - sud
- Contea di Pierce - sud-ovest
- Contea di King - ovest

## Storia
La contea fu creata nel 1883. Il significato del nome non è preciso, ci sono diverse interpretazioni, ma deriva dalla lingua dei nativi, un popolo degli Yakama.

## Comuni

### Cities
- Cle Elum
- Ellensburg (capoluogo)
- Kittitas
- Roslyn

### Town
- South Cle Elum

### Census-designated places
- Easton
- Ronald
- Snoqualmie Pass
- Thorp
- Vantage